# Tribuut

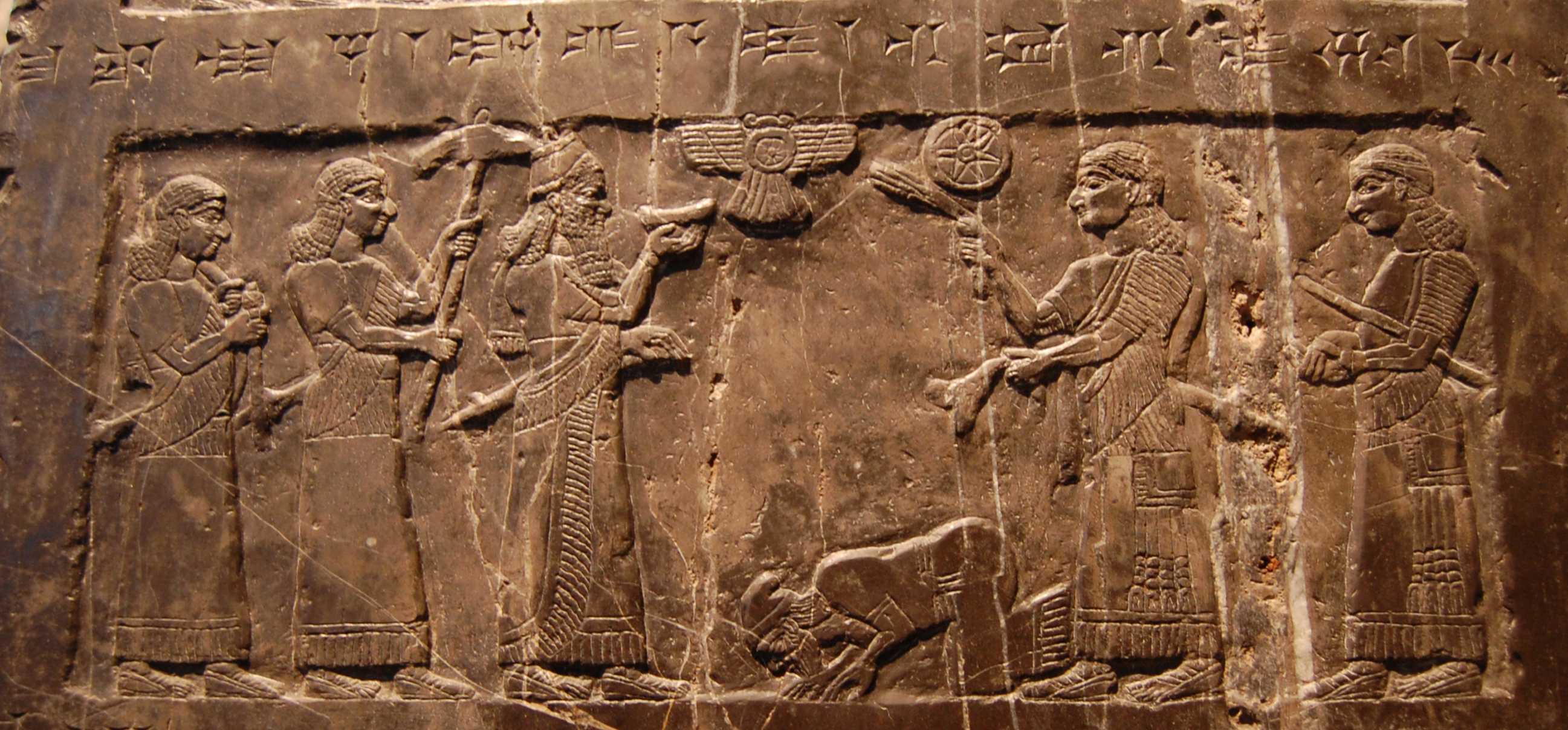
Het tribuut van Jehu van Israël aan Salmanasser III in 841 v.Chr., afgebeeld op de in 825 v.Chr. opgerichte Zwarte Obelisk (British Museum, Londen)

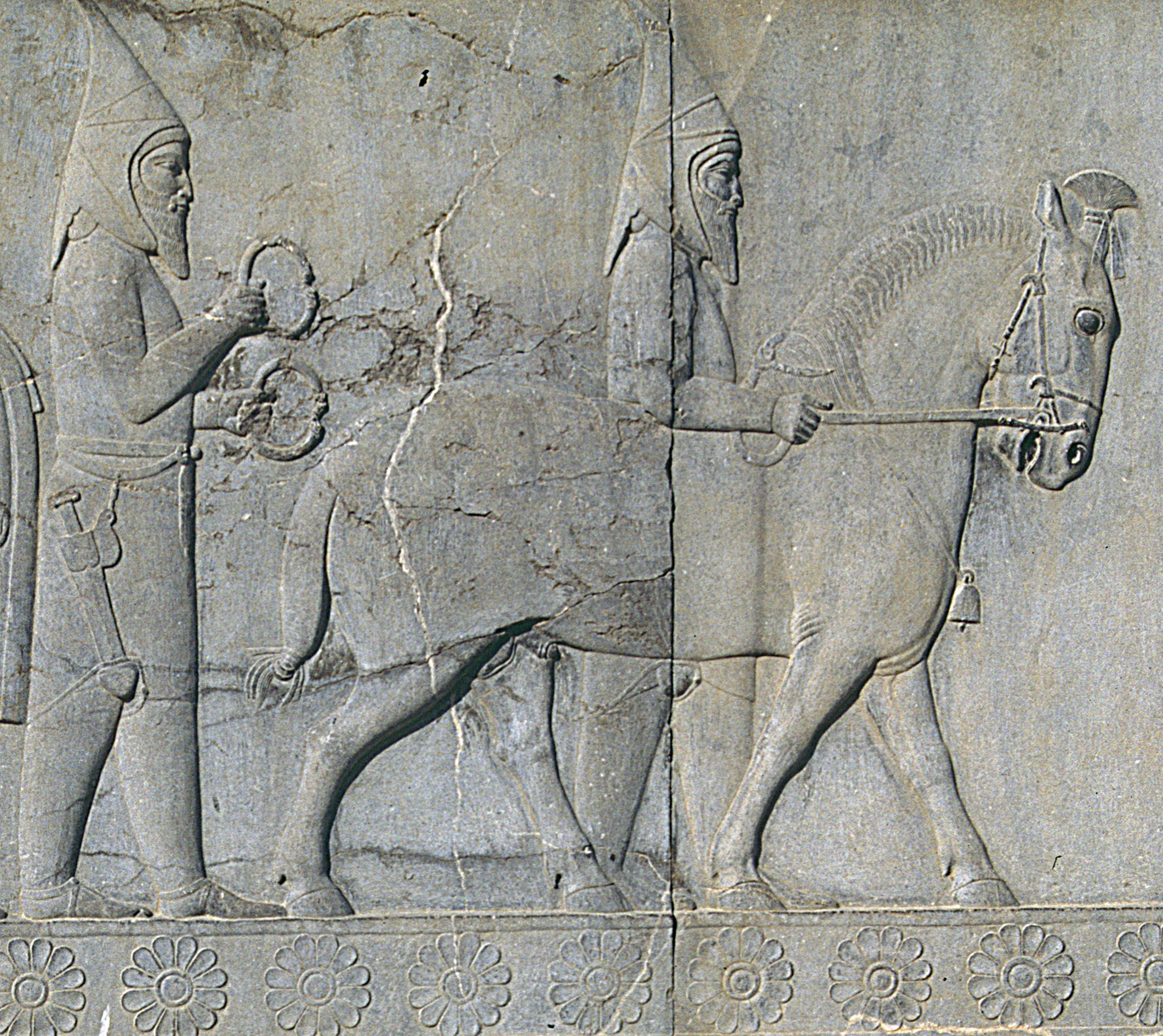
Skytische tribuutdragers op een bas-reliëf in de apadana van Persepolis (5e eeuw v.Chr.)

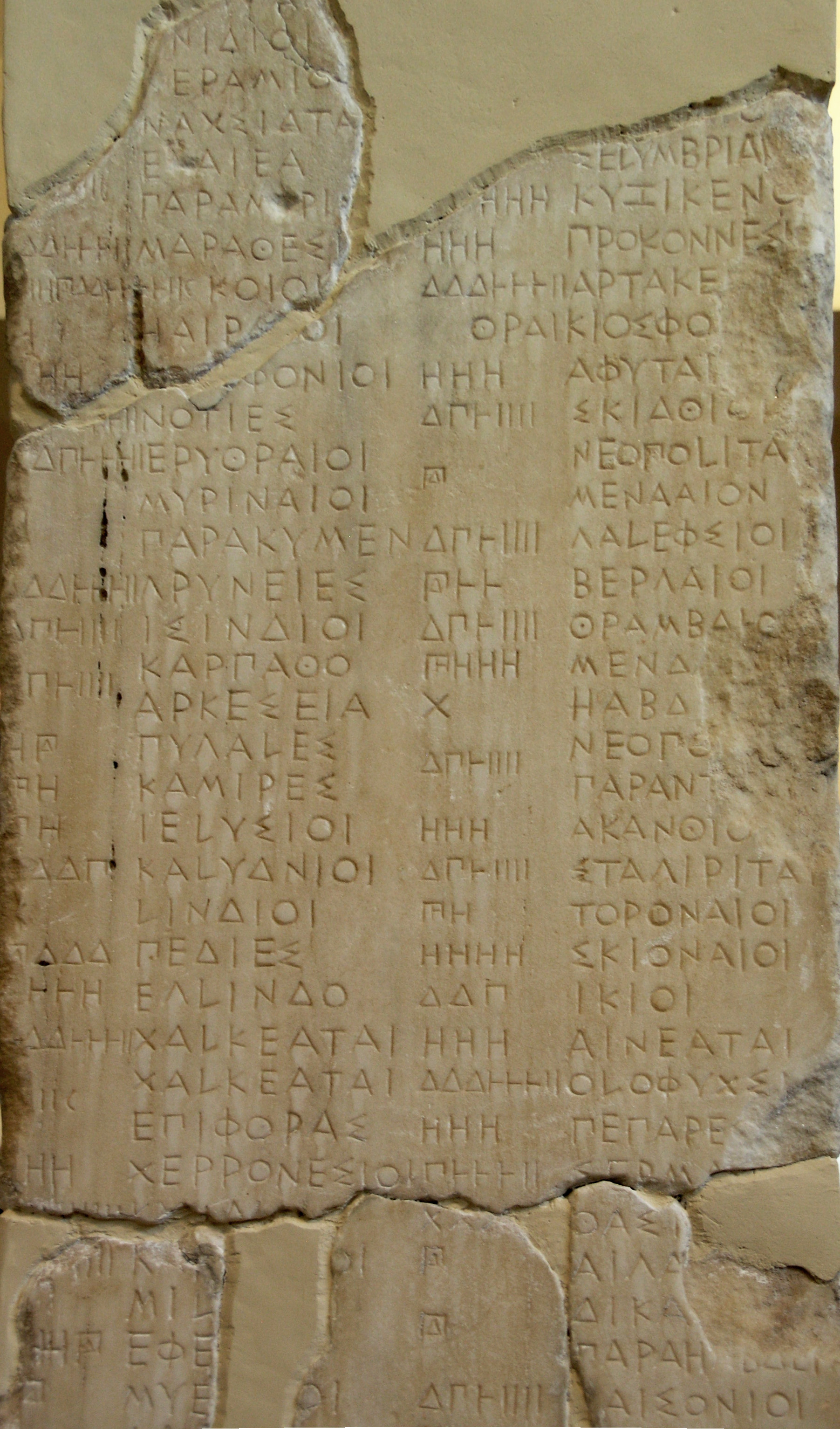
Atheense tribuutlijst voor de periode 439-431 v.Chr. (Epigrafisch Museum, Athene)

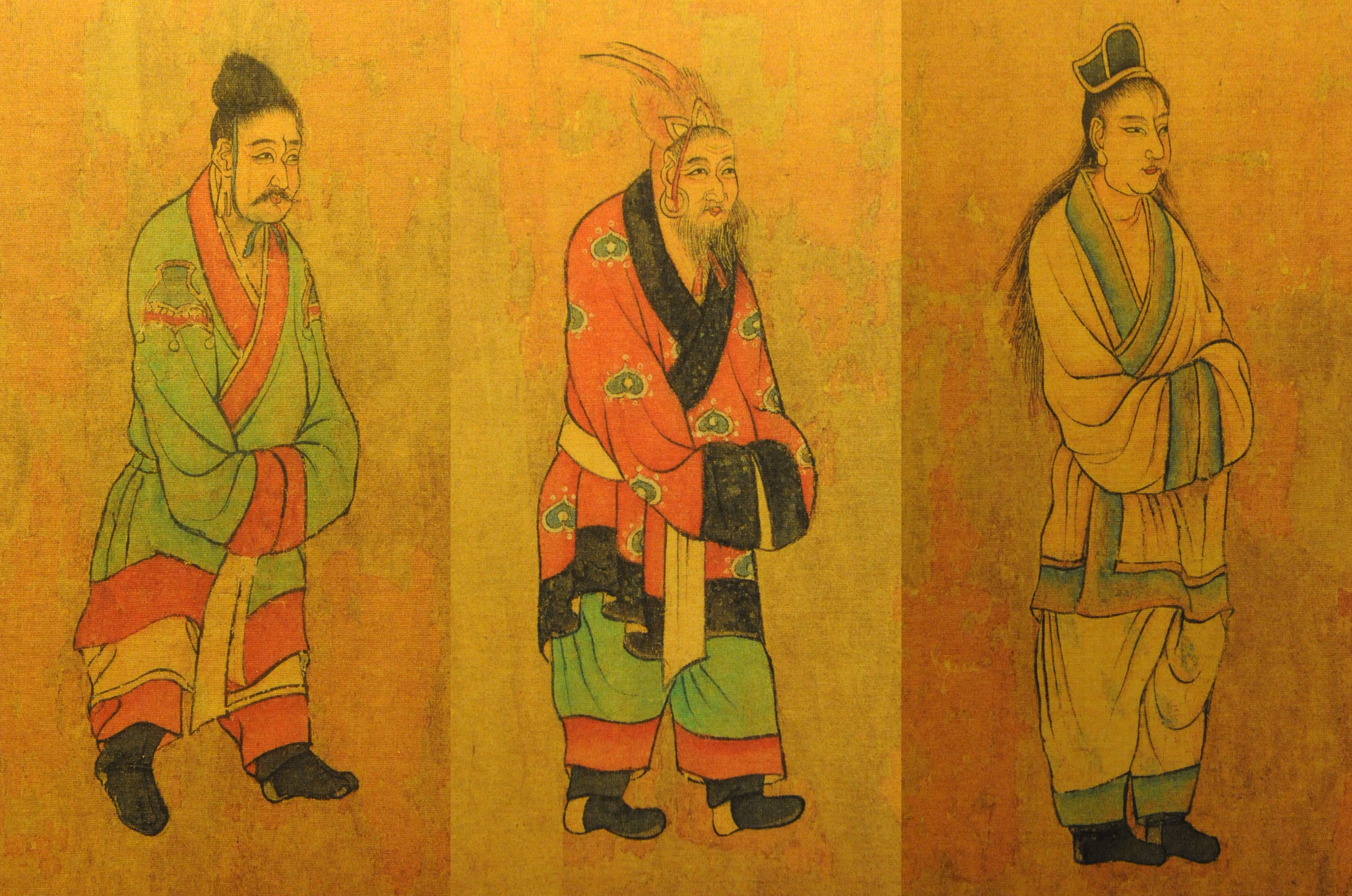
Koreaanse tribuutgezanten uit Baekje, Koguryo en Silla (Yan Liben, 7e eeuw)

Tribuut, ook wel schatting, is een periodieke afdracht in natura of in geld door een onderworpen entiteit aan een sterker gezag. Het drukt machtsverhoudingen uit in termen van onderdanigheid en heerschappij. In de geschiedenis van de staatsvorming bevindt tribuutheffing zich tussen plundering en belasting: het is formeler dan de eenvoudige extractie van buit, maar anders dan bij belastingen creëert tribuutbetaling geen redistributieve aanspraken en wordt het bijeenbrengen overgelaten aan de betalende entiteit. Doorgaans hield tribuutheffing door een heerser verband met een verovering en was er sprake van regelmatige betalingen in goederen, diensten, dieren, mensen of geld. Niettemin werd vaak een mate van zelfbestuur behouden en kon een tribuut occasioneel zijn. Een tribuut was meestal economisch waardevol, maar kon ook een eerder symbolische erkenning van heerschappij inhouden.

## Etymologie
In de Romeinse republiek was tributum (van het Latijnse werkwoord tribuere, toekennen) in oorsprong een afdracht van de burgers met het oog op oorlogvoering. De staat kon achteraf het tributum terugbetalen, maar was daartoe niet verplicht. Vanaf 167 v.Chr. werden Romeinse burgers vrijgesteld van tributum.

## Geschiedenis
Tribuut heeft allicht bestaan in prehistorische chiefdoms, maar is archeologisch moeilijk te herkennen. In het oude Mesopotamië kan tribuutheffing worden gevolgd bij het ontstaan van staten en koningen. Heersers gingen op veldtocht en kwamen terug met buit en tribuut. Sargon van Akkad ontving tribuut van de verre stad Mari. Het ideaal van een goddelijk koningschap ontwikkelde zich, met als onderdeel daarvan het recht om tribuut te eisen. De macht van de vorst werd onderstreept door ceremonieën waarin tribuutdragers nederig hun bijdrage kwamen afgeven. De koningen van Ur zetten het tribuutsysteem verder, maar herverdeelden de inkomsten eruit.
Het sterke Assyrische rijk breidde de tribuutheffing uit naar naburige volkeren. Deze kochten het systematische plunderen af door een verdrag te sluiten en als vazalstaat vrijwillig een (lagere) vaste bijdrage te leveren. Van nomadische stammen als de Meden en de Perzen werd jaarlijks een hoeveelheid paarden verwacht. Frequente militaire campagnes herinnerden tribuutplichtige vorsten aan hun schuld, die anders soms snel werd vergeten. De Iran-stèle van Tiglath Pileser III illustreert de diversiteit aan tribuutgoederen die in Assyrië binnenstroomden. Het betalen van tribuut hield niet noodzakelijk integratie in het staatsapparaat in, maar kon perfect samengaan met het behoud van zelfbestuur.
Bij het vaststellen van de bijdrage legden de heersers een zeker realisme aan de dag. Zo mochten in het Perzische rijk van Darius perifere volkeren "uit eigen beweging" een acceptabele "schenking" samenstellen, terwijl aan meer nabije onderdanen een jaarlijks en welomschreven tribuut was opgelegd. Het was een kwestie van invloedssfeer, grenzen in de moderne betekenis bestonden niet.
Ook Athene, Carthago en Rome hieven op het hoogtepunt van hun macht tribuut. In het Oudgrieks sprak men van foros (φόρος). Het smeden van een bondgenootschap kon de betaling van tribuut door de zwakkere partijen inhouden, soms gewaarborgd door gijzelaars. Een bekend voorbeeld is de Delische Bond: aanvankelijk bedoeld als collectieve verdediging tegen Perzië, werd deze al snel een instrument van Atheens imperialisme.
Het Romeinse rijk eiste van verslagen volkeren tribuut. In de late oudheid werd het zelf meer en meer gedwongen tot betalingen aan Germanen, Hunnen en Sassaniden. De keizers kleedden dit in als "hulpgeld" (subsidia), om de onvermijdelijke connotatie van tribuut en onderwerping tegen te gaan. Aan de andere kant van Eurazië ging het er gelijkaardig aan toe. Naargelang de militaire verhoudingen, betaalde de Chinese Han-dynastie tribuut aan de stammenfederatie van de Xiongnu, of omgekeerd.
Invallers zoals Kelten en Vikingen eisten vaak tribuut om regelrechte brandschatting te vermijden. Bij de Vikingen heette dit Danegeld. Stoppen met het betalen van tribuut was een provocatie die de machtsverhoudingen in twijfel trok. Toen koning Hendrik de Vogelaar in de 10e eeuw de betalingen aan de Hongaren beëindigde, kwam dit neer op een oorlogsverklaring.
Verschillende middeleeuwse heren dwongen hun vazallen of boeren tot tribuut, officieel in ruil voor bescherming. Hieruit ontwikkelde zich het middeleeuwse belastingstelsel. De economie van het Mongoolse Rijk was en bleef voor een groot deel gebaseerd op tribuut. Charles Tilly beschreef hoe in Europa doorheen de eeuwen tribuutheffende entiteiten het op lange termijn aflegden tegen nationale staten, die een groter staatsapparaat mobiliseerden.
Het Chinese keizerrijk structureerde nog lang zijn buitenlandse en commerciële relaties als een tribuutstelsel. Wie handel wilde drijven, moest het rituele oppergezag van de keizer erkennen, in een ceremonie die de kowtow omvatte. Vooral onder de Ming-dynastie werd hier sterk de hand aan gehouden. Na 1550 kalfde het isolationistische systeem af, maar het bleef ideologisch relevant.

## Voetnoten
1. ↑  Barend J. ter Haar, Het Hemels Mandaat. De geschiedenis van het Chinese keizerrijk, 2018, p. 75-76
2. ↑  Charles Tilly, Coercion, Capital, and European States AD 990–1992, 1992, p. 65
3. ↑  Barend J. ter Haar, Het Hemels Mandaat. De geschiedenis van het Chinese keizerrijk, 2018, p. 342-343